# الشيخ رحومة
قرية الشيخ رحومة هي إحدى القرى التابعة لمركز طهطا بمحافظة سوهاج في جمهورية مصر العربية. حسب إحصاءات سنة 2006، بلغ إجمالي السكان في الشيخ رحومة 5010 نسمة، منهم 2768 رجل و2242 امرأة.